# Pterichis proctori
Pterichis proctori är en orkidéart som beskrevs av Leslie Andrew Garay. Pterichis proctori ingår i släktet Pterichis och familjen orkidéer.
Artens utbredningsområde är Jamaica. Inga underarter finns listade i Catalogue of Life.